# Ayodelé Ikuesan
Ayodelé Ikuesan (* 15. Mai 1985 in Paris) ist eine ehemalige französische Leichtathletin, die auf den Sprint spezialisiert ist. Ihren größten Erfolg feierte sie mit dem Gewinn der Silbermedaille in der 4-mal-100-Meter-Staffel bei den Europameisterschaften 2014 in Zürich.

## Karriere

### Sportliche Laufbahn
Erste internationale Erfahrungen sammelte Ayodelé Ikuesan im Jahr 2003, als sie bei den Junioreneuropameisterschaften in Tampere mit 11,87 s in der ersten Runde im 100-Meter-Lauf ausschied. Im Jahr darauf schied sie bei den Juniorenweltmeisterschaften in Grosseto mit 12,02 s im Vorlauf aus und 2005 kam sie bei den U23-Europameisterschaften in Erfurt mit 11,86 s und 24,28 s jeweils nicht über den Vorlauf über 100 und 200 Meter hinaus. Zudem gewann sie aber mit der französischen 4-mal-100-Meter-Staffel in 44,22 s die Goldmedaille. 2007 belegte sie dann bei den U23-Europameisterschaften in Debrecen in 44,34 s den sechsten Platz im Staffelbewerb und 2009 schied sie bei den Halleneuropameisterschaften in Turin mit 7,42 s im Halbfinale im 60-Meter-Lauf aus. Im selben Jahr gewann sie bei den Mittelmeerspielen in Pescara in 11,55 s die Bronzemedaille über 100 Meter hinter der Griechin Georgia Kokloni und ihrer Landsfrau Myriam Soumaré. Zudem siegte sie mit der Staffel in 43,79 s. Anschließend klassierte sie sich bei der Sommer-Universiade in Belgrad mit 11,70 s auf dem siebten Platz über 100 Meter und gewann mit der Staffel in 44,31 s die Bronzemedaille hinter den Teams aus Italien und Polen. Im Oktober schied sie dann bei den Spielen der Frankophonie in Beirut mit 12,14 s im Vorlauf über 100 Meter aus und sicherte sich mit der Staffel in 45,19 s die Silbermedaille hinter dem kanadischen Team. 2012 belegte sie mit der Staffel bei den Europameisterschaften in Helsinki in 43,44 s den vierten Platz und anschließend wurde sie bei den Olympischen Sommerspielen in London in der Vorrunde wegen eines Wechselfehlers disqualifiziert.
2013 wurde sie bei den Weltmeisterschaften in Moskau im Finale der 4-mal-100-Meter-Staffel erneut disqualifiziert, ehe sie daraufhin bei den Spielen der Frankophonie in Nizza in 11,72 s die Goldmedaille über 100 Meter gewann und mit der Staffel in 45,03 s die Bronzemedaille hinter den Teams aus Wallonien und der Schweiz gewann. Im Jahr darauf belegte sie bei den Europameisterschaften in Zürich in 11,54 s den achten Platz über 100 Meter und gewann mit der Staffel in 42,45 s gemeinsam mit Céline Distel-Bonnet, Myriam Soumaré und Stella Akakpo die Silbermedaille hinter dem britischen Team. Bei den IAAF World Relays 2015 in Nassau kam sie mit der 4-mal-100-Meter-Staffel im Vorlauf nicht ins Ziel und 2017 schied sie bei den Weltmeisterschaften in London mit 42,92 s in der Vorrunde aus. Im Jahr darauf beendete sie dann ihre aktive sportliche Karriere im Alter von 33 Jahren.
2009 wurde Ikuesan französische Hallenmeisterin im 60-Meter-Lauf.

### Politische Tätigkeiten
Gegen Ende ihrer aktiven Karriere wurde Ikuesan in die Athletenkommission des Comité National Olympique et Sportif Français gewählt. 2020 wurde sie zur Vizebürgermeisterin des 18. Pariser Arrondissements ernannt und ist dort für Gesundheit und Risikominimierung zuständig. 2021 wurde sie für eine sechsjährige Periode in das Kollegium der Agence Française de Lutte contre le Dopage gewählt und im Jahr darauf kandidierte sie als unabhängige Kandidatin im Wahlkreis Paris III für ein Mandat in der Nationalversammlung, verpasste aber ein Mandat mit 4,11 % der abgegebenen Stimmen deutlich.

## Persönliche Bestzeiten
- 100 Meter: 11,22 s (0,0 m/s), 13. August 2014 in Zürich
  - 60 Meter (Halle): 7,28 s, 10. Februar 2015 in Eaubonne
- 200 Meter: 23,83 s (−0,7 m/s), 2. Juli 2005 in Bondoufle
  - 200 Meter (Halle): 24,23 s, 16. Januar 2010 in Aubière